# Rue Paul-Albert
La rue Paul-Albert est une voie de la butte Montmartre dans le 18e arrondissement de  Paris (France ).

## Origine du nom
La voie porte le nom d'un grand historien de la littérature, Paul Albert (1827-1880), professeur au Collège de France.

## Historique
La rue est ouverte, en 1867, entre les rues André-Del-Sarte et Muller, sous le nom d'« escalier Sainte-Marie » et, en 1870, entre la rue Muller et la rue du Chevalier-de-La-Barre, sous le nom de « rue Sainte-Marie ». L'ensemble devient la « rue Paul-Albert » en 1907.

## Bâtiments remarquables et lieux de mémoire
- No 7 : Ancien « Hôtel Montmartre mon Amour » devenu en 2023 une résidence de la chaine hôtelière Edgar Suites Group.
- No 17 : de 1952 à 1965, le couple d'artistes Jean Joyet et Marcelle Deloron ont leur atelier à cette adresse[2].

Le bas de la rue, situé en face d'une sortie du square Louise-Michel et de l'escalier de la rue Maurice-Utrillo, abrite deux cafés-restaurants appréciés des touristes.

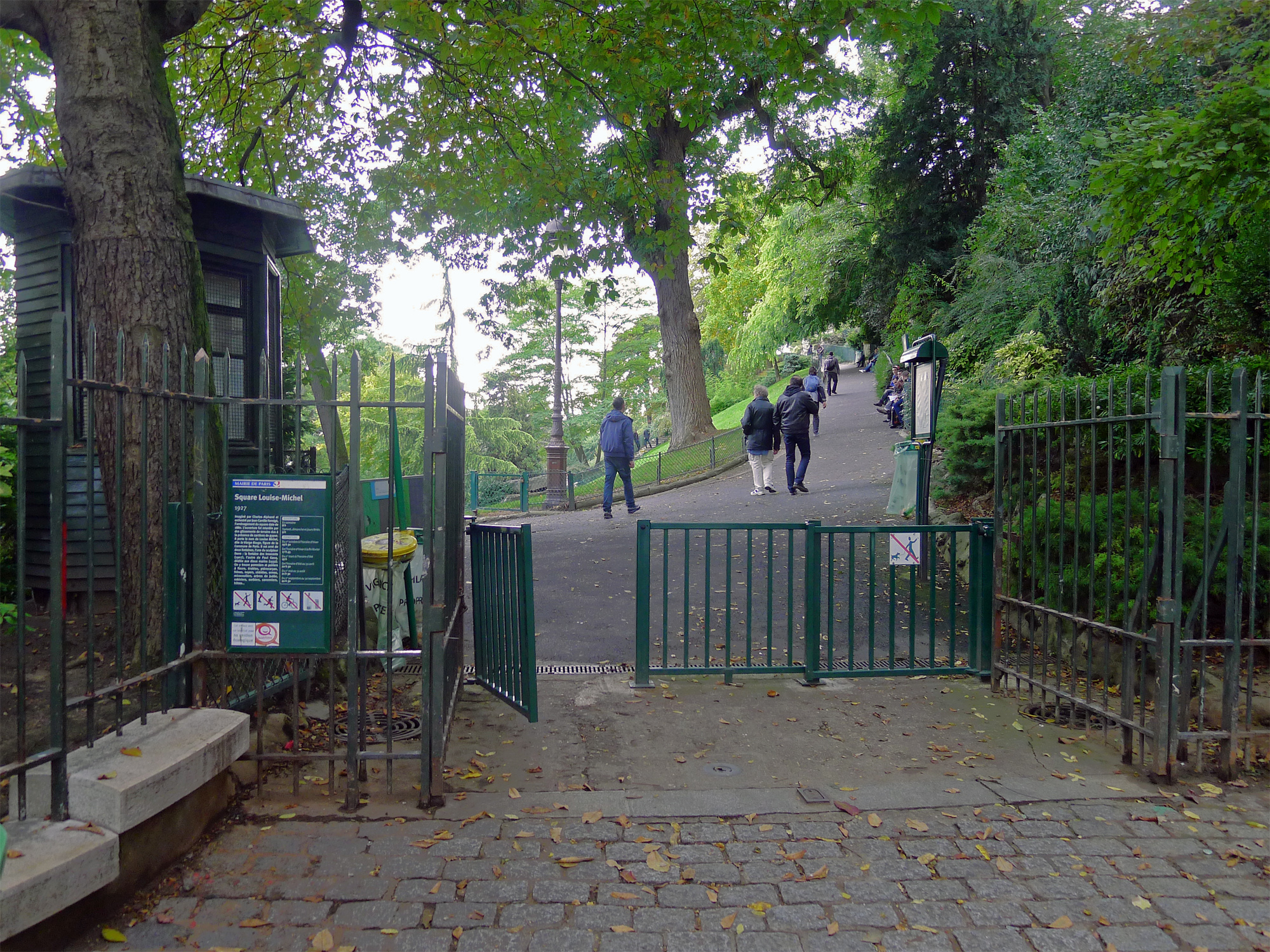
La sortie du square Louise-Michel donne sur la rue Paul-Albert
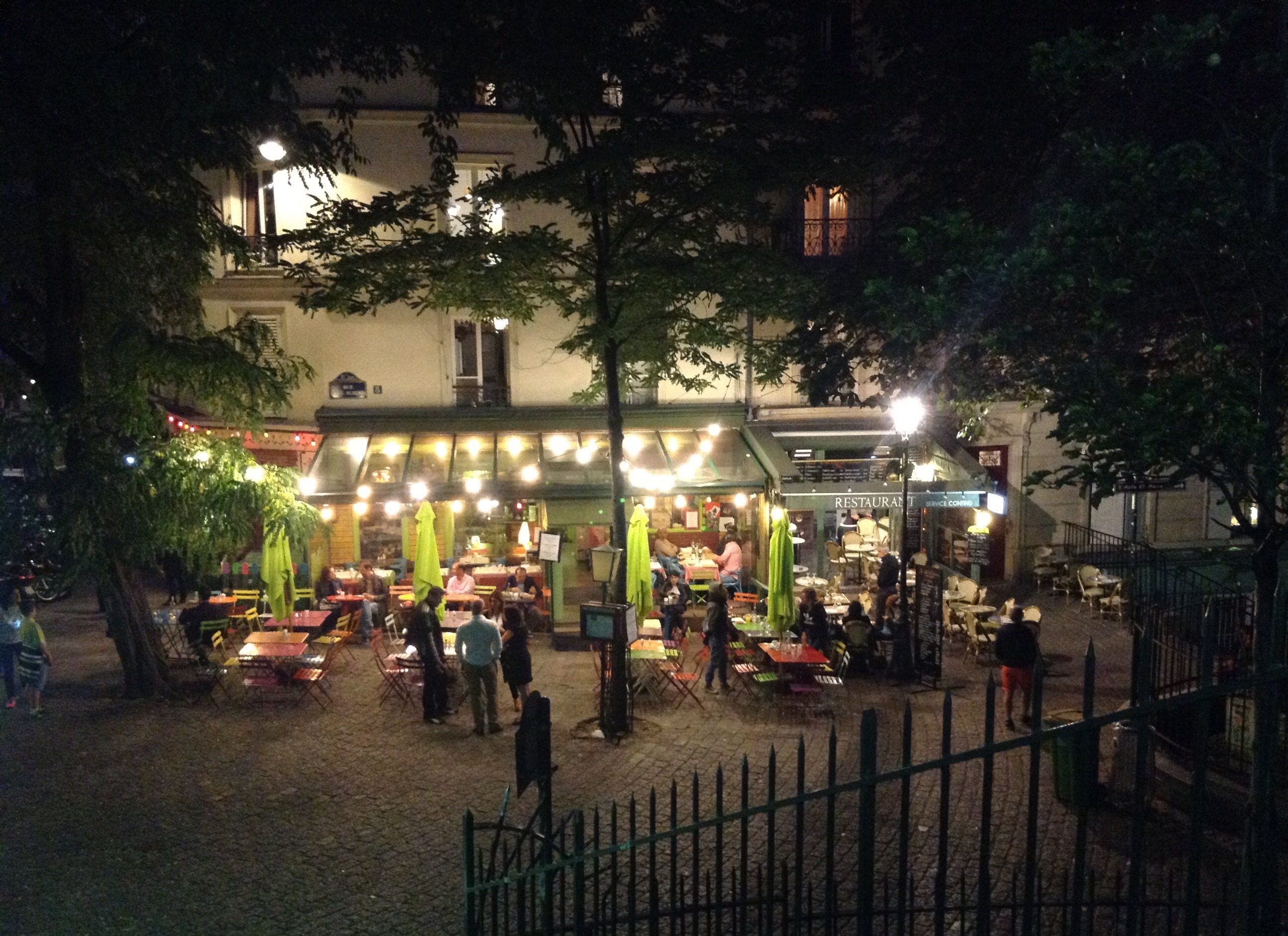
Portion de la rue Paul-Albert située au bas de l'escalier de la rue Maurice-Utrillo